# Лайсельвен
Лайсельвен (швед. Laisälven) — гірська річка на півночі Швеції, основна (ліва) притока річки Вінделельвен. Довжина річки становить 190 км, площа басейну — 2980 км², що становить 22,55% всього басейну Вінделельвен. Бере початок у Скандинавських горах біля гори Наса (швед. Nasafjället), що неподалік від кордону з Норвегією, на висоті приблизно 850 м над рівнем моря. Тече у напрямку з північного заходу на південний схід. Протікає через кілька озер, зокрема через озеро Стур-Лайсан (швед. Stor-Laisan). Річище місцями порожисте. Впадає в озеро Недре-Гаутстрескет (швед. Nedre Gautsträsket), через яке проходить річка Вінделельвен. Середня витрата води — 57 м³/с.